# Dia de la Independència d'Albània
El Dia de la Independència d'Albània (albanès: Dita e Pavarësisë) o Dia de la Bandera d'Albània (albanès: Dita e Flamurit) és un dia festiu celebrat anualment el 28 de novembre a Albània en què es commemoren la bandera d'Albània i la Declaració d'Independència d'Albània, que va ser ratificada pel Congrés Panalbanès el 28 de novembre del 1912 i amb la qual es va establir l'estat d'Albània, separat de l'Imperi Otomà.

## Antecedents
L'inici de la lluita per la independència d'Albània es remunta al segle xv, quan per primera vegada els otomans van prendre el control de les terres albaneses. Tanmateix, la majoria d'historiadors sostenen que el veritable moviment independentista d'Albània va esdevenir-se el segle xix a partir del desenvolupament del nacionalisme albanès. Aquesta aspiració política va estendre's sobretot entre la diàspora al sud d'Itàlia, composta pels descendents dels albanesos que van fugir del país al segle xv després de la mort del príncep Skandberg.

## Festivitat
El Dia de la Independència és una festivitat celebrada el 28 de novembre en territori albanès pels albanesos i arreu del món per la diàspora albanesa. Evoca la declaració d'independència albanesa del 28 de novembre del 1912 i l'aixecament de la bandera albanesa a Vlorë d'Ismail Qemali, el primer primer ministre d'Albània. Coincideix amb el dia en què Skanderbeg va hissar la mateixa bandera a Krujë, el 28 de novembre de 1443.